# Now and Forever (álbum)
Now and Forever es un álbum de estudio del trío estadounidense The Lettermen. Se lanzó en agosto de 1974 por el sello discográfico Capitol Records.

## Grabación y contenido
Las sesiones de grabación del álbum tuvieron lugar en los estudios Capitol, en Hollywood, California. David Cavanaugh produjo la mayor parte del álbum mientras que Hugh Davies se desempeñó como ingeniero de audio. Una vez completas las sesiones de grabación, William Tennis masterizó el álbum en los estudios Capitol. Now and Forever contenía diez pistas. Now and Forever incluyó temas escritos por compositores establecidos. Esto incluyó a Norro Wilson, Rory Bourke, Michael Masser, y Richard Carpenter. Una selección de pistas de Now and Forever fueron versiones de temas musicales de películas. Entre ellos estaba «The Way We Were», que fue grabada por primera vez por Barbra Streisand. Un segundo fue «Maria (from West Side Story)». También se incluyó versiones de «Eastward» de Billie Hughes y «Eres Tú» de Mocedades.

## Recepción de la crítica
Un escritor no especificado de Record World declaró: “El trío que ha cautivado al público desde su primer gran éxito, «The Way You Look Tonight» en 1961, continúa en lo más alto 13 años después con sus armonías especiales de estilo suave”. Un escritor no especificado de la revista Cash Box escribió: “El grupo cuyo nombre se convirtió en leyenda en los años 1950 vuelve a aparecer esta vez con una colección actualizada de súper éxitos, cada uno de los cuales recibe un súper tratamiento por parte del trío”.

## Lista de canciones
| Lado uno |                                                      |                                                                        |          |  |
| N.º      | Título                                               | Escritor(es)                                                           | Duración |  |
| 1.       | «Medley: «Touch Me in the Morning / The Way We Were» | Michael Masser Ron Miller Marvin Hamlisch Alan Bergman Marilyn Bergman | 3:26     |  |
| 2.       | «The Most Beautiful Girl»                            | Norro Wilson Billy Sherrill Rory Bourke                                | 3:08     |  |
| 3.       | «Top of the World»                                   | Richard Carpenter John Bettis                                          | 2:40     |  |
| 4.       | «Just One Smile»                                     | Randy Newman                                                           | 2:56     |  |
| 5.       | «Eastward»                                           | Billie Hughes                                                          | 2:58     |  |

| Lado dos |                             |                                    |          |  |
| N.º      | Título                      | Escritor(es)                       | Duración |  |
| 1.       | «Isn't It a Shame»          | Randy Edelman                      | 2:40     |  |
| 2.       | «Maria»                     | Leonard Bernstein Stephen Sondheim | 3:42     |  |
| 3.       | «We Will Meet at the Ocean» | Randy McNeil                       | 3:15     |  |
| 4.       | «Eres Tú»                   | Juan Carlos Calderón Mike Hawker   | 3:02     |  |
| 5.       | «Goodbye»                   | Vince Morton                       | 3:07     |  |

## Créditos y personal
Créditos adaptados desde las notas de álbum de Now and Forever.
Personal técnico
- David Cavanaugh – productor en todas las canciones excepto «Just One Smile», «Eastward» y «We Will Meet at the Ocean»
- Ed Cobb – productor en «Eastward» y «We Will Meet at the Ocean»
- The Lettermen – productor en «Eastward» y «We Will Meet at the Ocean»
- Jim Pike – productor en «Just One Smile»
- Vince Morton – arreglos en todas las canciones excepto «Just One Smile»
- Perry Botkin, Jr. – arreglos en «Just One Smile»
- Hugh Davies – ingeniero de audio
- William Tennis – masterización
- Roy Kohara – director artístico
- William Alan Shirley – ilustración